# 運命の死化粧師
『運命の死化粧師』（原題：命運化妝師、英：Make Up）は、2011年に製作された台湾映画。
日本では、2011年10月23日、24日に第24回東京国際映画祭にて上映された。

## キャスト
- 敏秀（ミンショー）：謝欣穎（ニッキー・シエ）
- 陳庭（チェンティン）：隋棠（ソニア・スイ）
- 聶城夫（ニェー・チェンフー）：呉中天（マット・ウー）
- 郭詠明（クォー・ヨンミン）：張睿家（ブライアン・チャン）
- 卜學亮（プー・シュエリャン）